# Apèndix birrami
Els apèndixs birramis són un tipus de podòmers. Són característics dels artròpodes marins, com ara alguns crustacis o els extints trilobits.
La seva particularitat, respecte als altres podòmers dels artròpodes, és que estan formats per dues branques, que neixen en una arrel comuna: un exopodi (posició externa) amb funcions respiratòries i/o nedadores, i un endopodi (posició interna) que utilitzen per marxar.